# Wendelin Kopetzký
Wendelin Kopetzký (tschechisch Vendelín Kopecký, der Auszug des Sterberegisters benutzt jedoch die heute übliche Namensform, in welcher Kopetzký auch selbst unterschrieb; * 6. April 1844 in Pecka, Kreis Jičín; † 18. Mai 1899 in Smíchov bei Prag) war ein böhmischer Komponist und Militärkapellmeister und ist bekannt für seinen Egerländer-Marsch (73er Regimentsmarsch).

## Lebenslauf

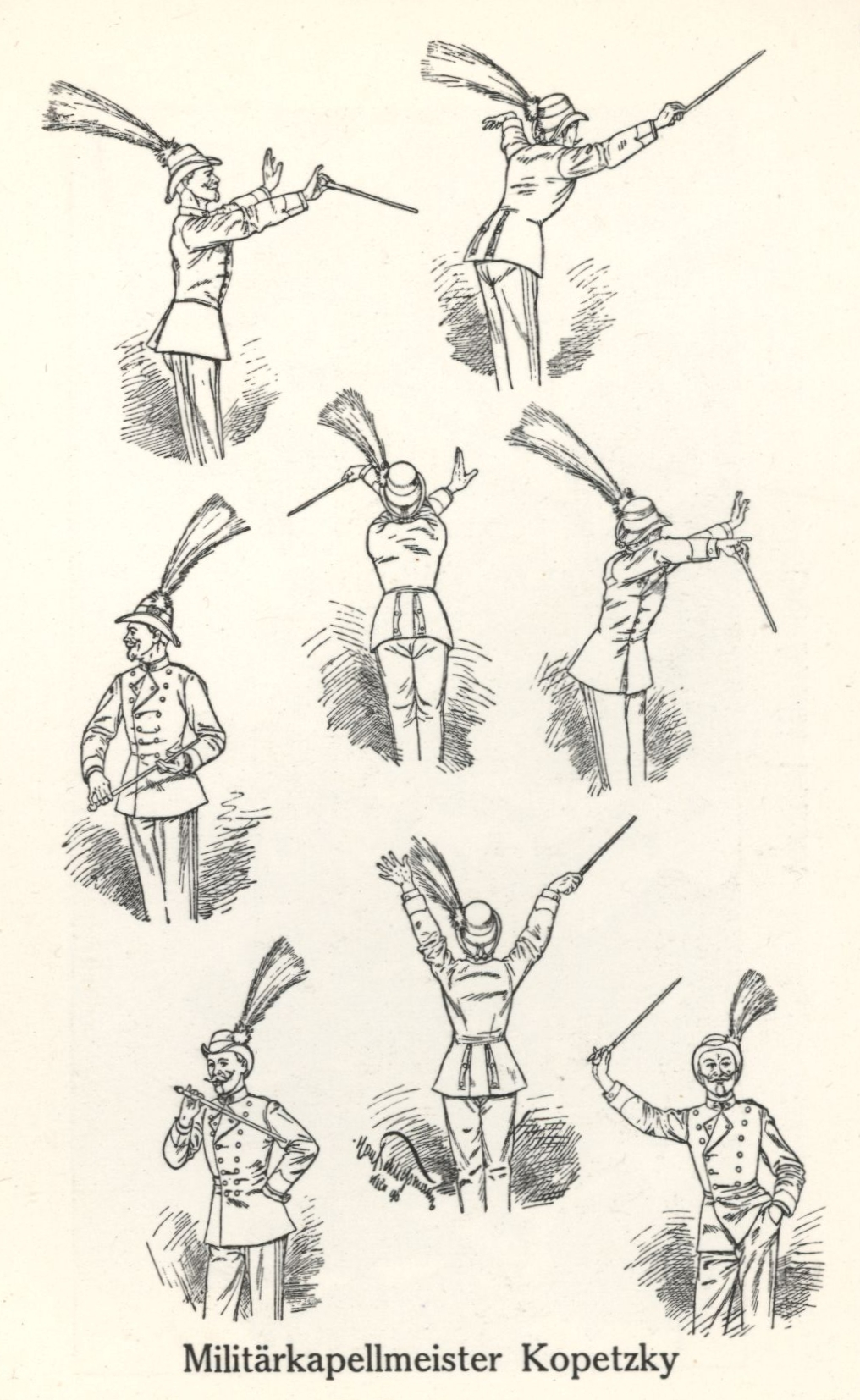
Wendelin Kopecký gezeichnet von Hans Schließmann

Am 24. Jänner 1860 begann er den Militärdienst beim 29. Feldjäger-Bataillon in Königgrätz in Böhmen und Czernowitz in der heutigen Ukraine. Bis zum Ende des Jahres 1867 war hier Anton Ambrosch (1839–1886) Kapellmeister, von dem heute noch der Parade-Defiliermarsch gespielt wird.
Im Jahr 1868 wurde Wendelin Kopetzký selbst Kapellmeister des 29. Feldjäger-Bataillons, jedoch wurde die Musikkapelle des Truppenkörpers im selben Jahr gemeinsam mit 83 anderen aufgelöst. Am 15. August 1869 erhielt Kopetzký die angesehene Position des einzigen Marinekapellmeisters der österreichischen Doppelmonarchie in Pula und war damit „Kapellmeister in Seiner Majestät Kriegsmarine zu Land und See“. Diese Stelle bekleidete er bis 30. April 1871.
Am 1. September 1871 übernahm Kopetzký die Kapelle des Infanterie-Regiments Nr. 73. Das Regiment war zunächst in Theresienstadt (Nordböhmen) in Garnison und wurde dann für ein Jahr nach Prag versetzt. Von 1883 bis 1889 waren die „73er“ in Innsbruck stationiert. Dort komponierte er mehrere Stücke mit Bezug zu Tirol: Innsbrucker Kadettenschule-Marsch, Equitations-Marsch (gewidmet der Innsbrucker Kavallerie), Der Kaiserjäger (Marsch), Die Innsbruckerin (Polka mazur), Gruß aus dem Innthale (Polka mazur), Tiroler Diand'ln (Walzer), Innsbrucker Kadettenschule-Marsch, Mühlauer Schützenmarsch, Athesen Marsch (gewidmet der Innsbrucker Studentenverbindung Athesia zum 25-Jahr Jubiläum) und Durch den Arlberg! (zur Durchbruchsfeier ders Arlberg-Eisenbahntunnels). 1889 wurde die Kapelle für fünf Jahre nach Pilsen versetzt, bis sie ab der Mitte der 1890er Jahre bis zum Ende der Monarchie in Prag garnisonierte.
Die „73er“ waren das Hausregiment der Prager, vergleichbar etwa mit den Hoch- und Deutschmeistern in Wien. Die Kapelle des Infanterie-Regiments Nr. 73 hatten zeitgenössischen Berichten zufolge einen hervorragenden Ruf und konzertierte während der Sommermonate auch in den Kurorten Karlsbad, Marienbad und Franzensbad.
Kopetzký heiratete am 15. September 1873 in Dresden die 1848 geborene Konzertsängerin Anna Constanza Theresia Jäger. Aus der Ehe gingen vier Kinder hervor. Er starb als aktiver Militärkapellmeister am 18. Mai 1899 in Smíchov bei Prag (heute Stadtteil von Prag). Der noch erhaltene Auszug des Sterberegisters nennt Nierenentzündung als Todesursache. Die Prager Zeitung wies in einer kurzen Notiz auf das Ableben Kopetzkýs hin.

## Kompositionen

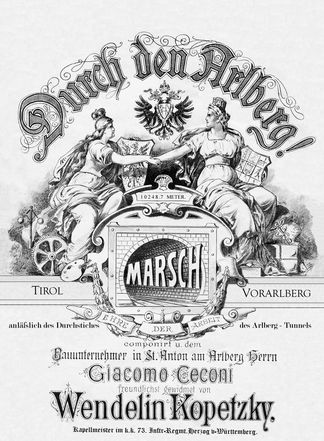
Deckblatt des Marsches 'Durch den Arlberg!'

Wendelin Kopetzký schrieb über 200 Werke, mehr als drei Dutzend sind heute noch nachweisbar. Die ersten Druckausgaben erschienen in den 1870er Jahren. Neben einigen Tanzstücken komponierte er vor allem Märsche.
Der Marsch Durch den Arlberg! op. 139 wurde anlässlich des Durchstichs des Arlberg-Bahntunnels im Jahre 1883 im Auftrag des Bauunternehmers Jakob Ceconi geschrieben. Am bekanntesten wurde jedoch der 73er Regimentsmarsch, der Egerländer-Marsch.

### Egerländer Marsch

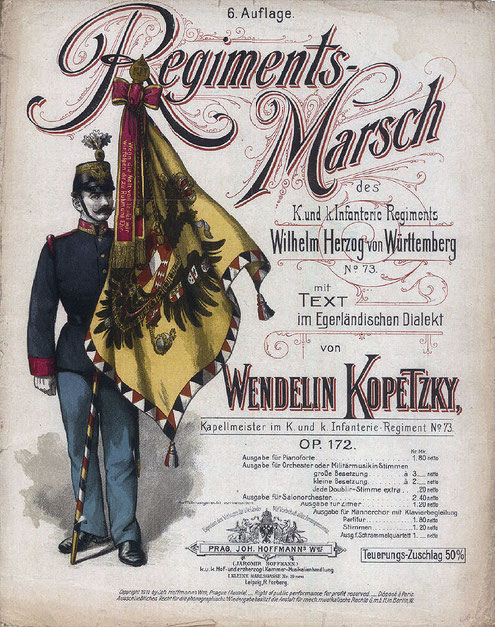
Deckblatt des 'Egerländer Marsch'

Kopetzkýs berühmtestes Werk, der Egerländer Marsch oder 73er Regimentsmarsch, wurde im 25. November 1891 bei einem Konzert im Vereinshaus des deutschen Lese- und Unterhaltungsvereines in Pilsen erstmals öffentlich gespielt. In einer ausführlichen Rezension in der Pilsener Zeitung vom 28. November wurde der „neuee Regimentsmarsch“ (vorerst noch ohne Titel) als „reizendes Werk“ beschrieben, das viel Anklang fand und wiederholt werden musste. Die Druckausgabe erschien beim Musikverlag Steinhauser in Pilsen.
Der erste Teil des Marsches enthält Volksweisen in Egerländer Mundart (Musikanten spülts oins af, Musikanten sad’s rät brav ...), Eger (heute Cheb in der Tschechischen Republik) war die „Ergänzungs-Bezirksstation“ des Regiments. Im Trio verwendet Kopetzký das ehemalige Fahnenlied des Regiments Und wenn die Welt voll Teufel wär’, das 1886 von Hauptmann-Auditor Freiherr von Legnani komponiert wurde.
Der Egerländer-Marsch hatte und hat große Bedeutung für die Sudetendeutschen aus den ehemals überwiegend deutschsprachigen Gebieten Böhmens. Er war in der Zwischenkriegszeit dem Wiener Infanterie-Regiment Nr. 3 „Erzherzog Karl“ zugeordnet und ist in der Zweiten Republik der Traditionsmarsch der Pioniertruppenschule.

### Werke
- 1883: - Durch den Arlberg!, Marsch, op. 139 – Anlässlich des Durchbruchs des Arlbergtunnels komponiert[1] im Auftrag von Giacomo Ceconi[2]
- 1891: - Soldaten-Humor, Marsch, op. 171
- 1891: - Egerländer Marsch (73er Regimentsmarsch), op. 172[3]
- Am Bodensee, Marsch, op. 161
- An-der-Lan-Marsch, op. 187 – gewidmet Eduard Johann Josef Freiherr von An der Lan zu Hochbrunn[4]
- Athesen Marsch, op. 154 – gewidmet der Innsbrucker Studentenverbindung Athesia zum 25-Jahr Jubiläum
- Beim Militär, Marsch
- Der gute Kamerad, Marsch
- Der Kaiserjäger, Marsch, op. 153
- Der lustige Wildschütz, op. 146 Marsch unter Verwendung der Tiroler Lieder „Frei ist des Wildschütz'n Leb'n“ und „Auf der Alm da gibt's ka Sünd'“
- Die Debutantin Polka-Mazurka op. 36
- Die Innsbruckerin, Polka mazurka, op. 152
- Die Leitmeritzerin Polka française
- Dormus-Marsch
- Düringer Marsch, op. 206
- Equitations-Marsch, op. 156 – gewidmet der Kavallerie in Innsbruck
- Erzherzog Eugen-Marsch
- Express, Polka schnell
- Frisch auf, Marsch
- Gruß aus dem Innthale, Polka mazurka
- Herget-Marsch
- Ihr Blick Polka-Mazurka
- In bester Laune, Marsch
- Innsbrucker Kadettenschule-Marsch
- Instructions-Marsch
- Jitschiner-Marsch (Jičín Marsch)
- Jubiläums-Marsch
- Královna plesu Polka tremblante
- König-Georg-Marsch
- Mühlauer Schützenmarsch, op. 162 – gewidmet S. A. Reissovi
- Myrthe Polka op. 62
- Pelikan-Marsch, op. 61
- Pittoni-Marsch
- Reunion-Marsch, op. 150
- Sloninka-Marsch, op. 201 – Gewidmet dem Kommandeur des Regiments, Julian Sloninka von Holodow (1892–1896)
- Teuchert-Marsch, op. 167 – gewidmet Feldmarschall Friedrich Freiherr Teuchert-Kauffmann Edler von Traunsteinburg[5][6]
- Tiroler Diandl´n Walzer, op. 174
- Trauermarsch
- Über Berg und Thal, Marsch, op. 142
- Viribus unitis, Marsch
- Wiener Bua, Marsch
- Wohlauf!, Marsch, op. 165

## Bibliografie
- Elisabeth Anzenberger-Ramminger, Friedrich Anzenberger: Zum 100. Todestag von Wendelin Kopetzký: er schrieb den "Egerländer-Marsch", in: Österreichische Blasmusik. Jg. 47, Juli 1999, S. 9 f.
- Wolfgang Suppan, Armin Suppan: Das Neue Lexikon des Blasmusikwesens, 4. Auflage, Blasmusikverlag Schulz GmbH, Freiburg-Tiengen 1994, ISBN 3-923058-07-1.
- Paul E. Bierley, William H. Rehrig: The Heritage Encyclopedia of Band Music – Composers and Their Music, Westerville, Ohio: Integrity Press, 1991, ISBN 0-918048-08-7.
- Erich Schneider, Walter Fehle, Harl Ilg, Fritz Jurmann, Elmar Mattweber: Blasmusik in Vorarlberg, 1986, 531 S.
- Eugen Brixel, Günther Martin, Gottfried Pils: Das ist Österreichs Militär Musik : Von der „Türkischen Musik“ zu den Philharmonikern in Uniform. Verlag Styria/Edition Kaleidoskop, Graz/Wien/Köln 1982, 384 S., ISBN 978-3-222-11402-1.
- Emil Rameis: Die österreichische Militärmusik von ihren Anfängen bis zum Jahre 1918. Ergänzt u. bearb. v. Eugen Brixel. – Tutzing 1976. 208 S., 4 Bl. Abb. (Alta musica 2). ISBN 3-7952-0174-8, ISBN 978-3-7952-0174-6.
- Joachim Toeche-Mittler: Armeemärsche, 3. Teil – die Geschichte unserer Marschmusik, 2. Auflage, Neckargmünd, Kurt Vowinckel Verlag, 1977.
- Georg Kandler: Der „Egerländer Marsch“. Das Wehrzeichen des Sudetendeutschtums.